# نارنول
نارنول (به انگلیسی: Narnaul) یک منطقهٔ مسکونی در هند است که در بخش ماهندراگر واقع شده‌است. نارنول ۱٬۴۵٬۸۹۷ نفر جمعیت دارد و ۳۱۸ متر بالاتر از سطح دریا واقع شده‌است.